# Église Saint-Michel de Vivès
Pour les articles homonymes, voir église Saint-Michel.
L'église Saint-Michel de Vivès est une église romane située à Vivès, dans le département français des Pyrénées-Orientales.

## Architecture et mobilier

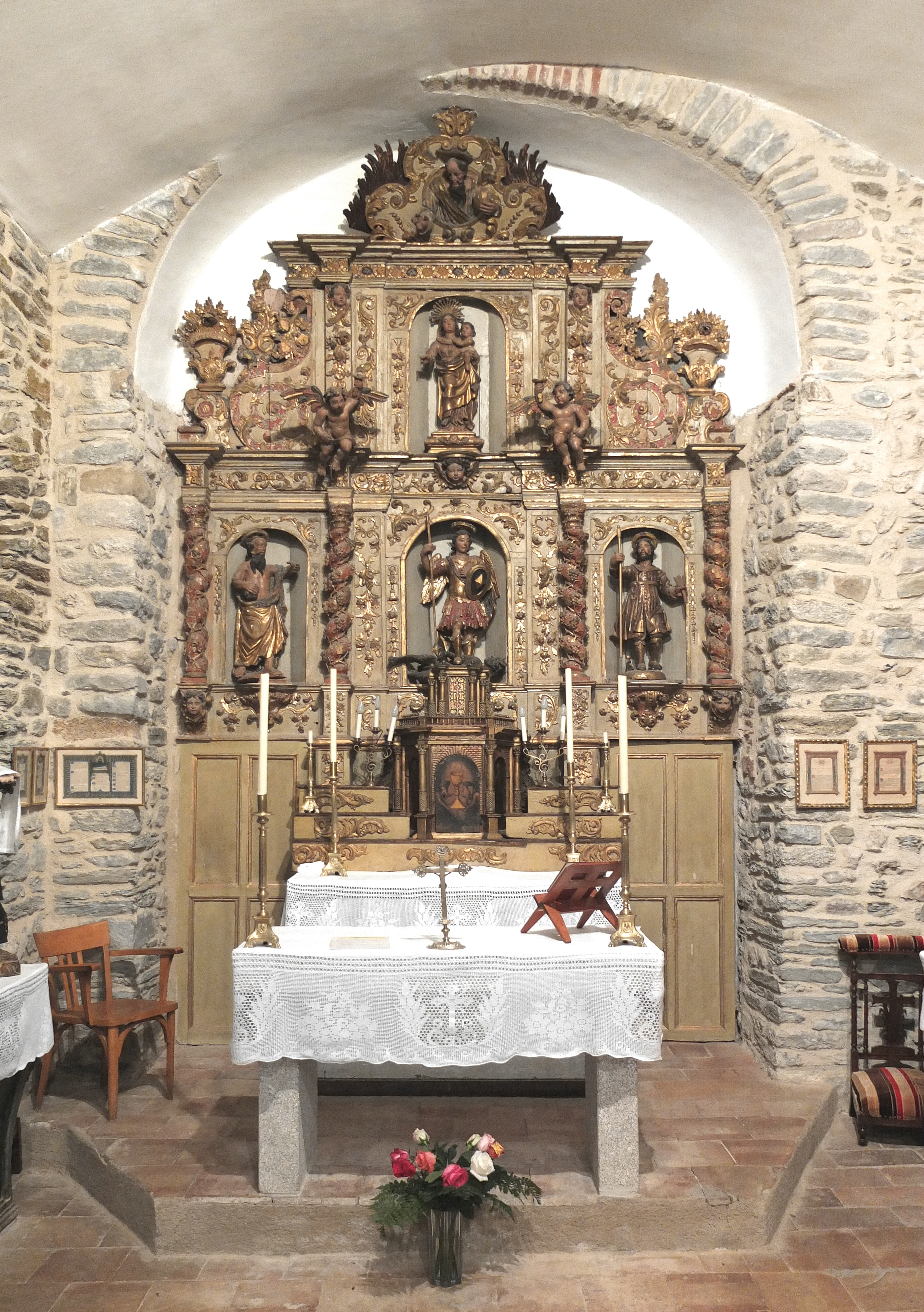
Maître-autel
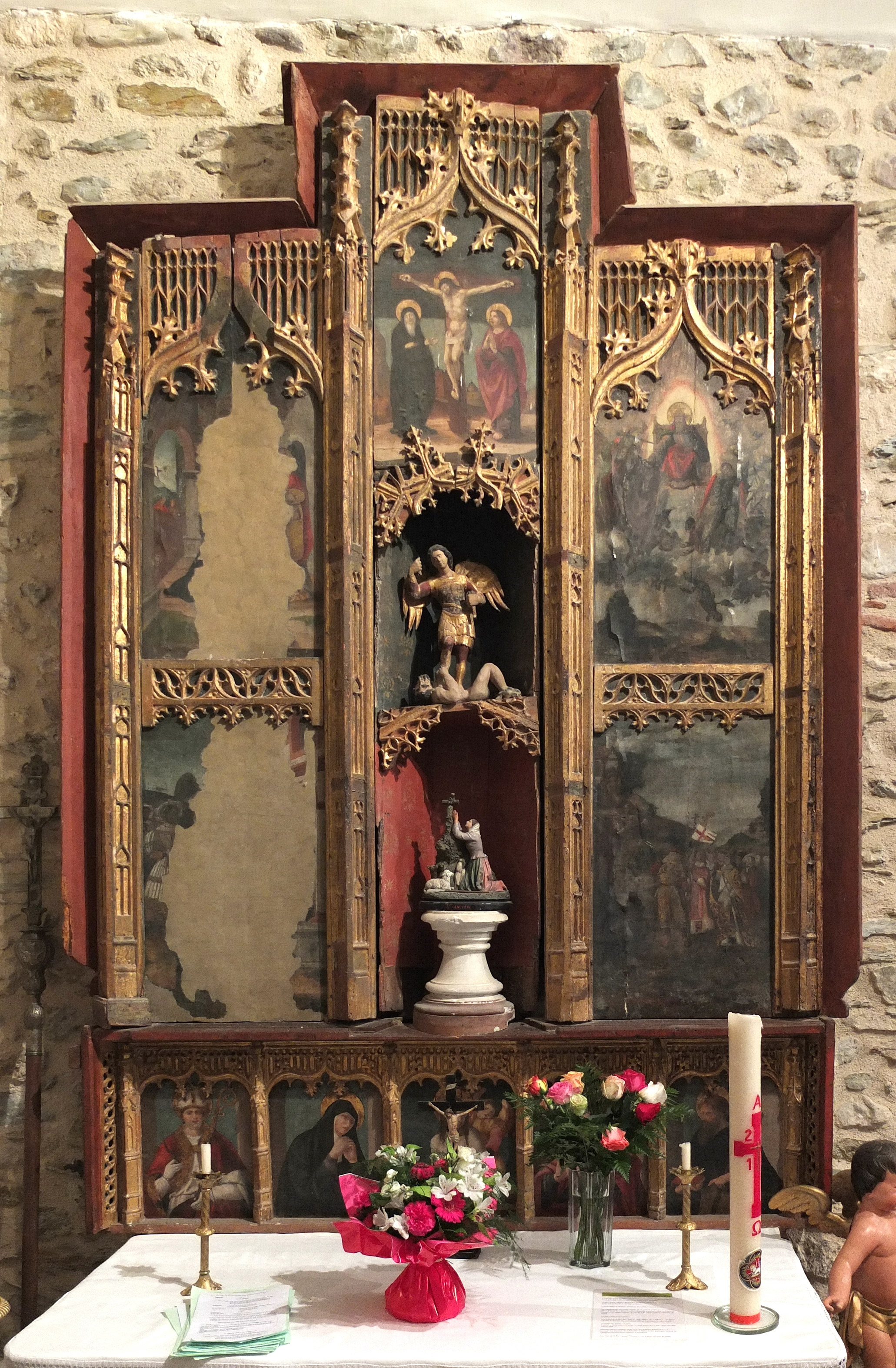
Retable de saint Michel
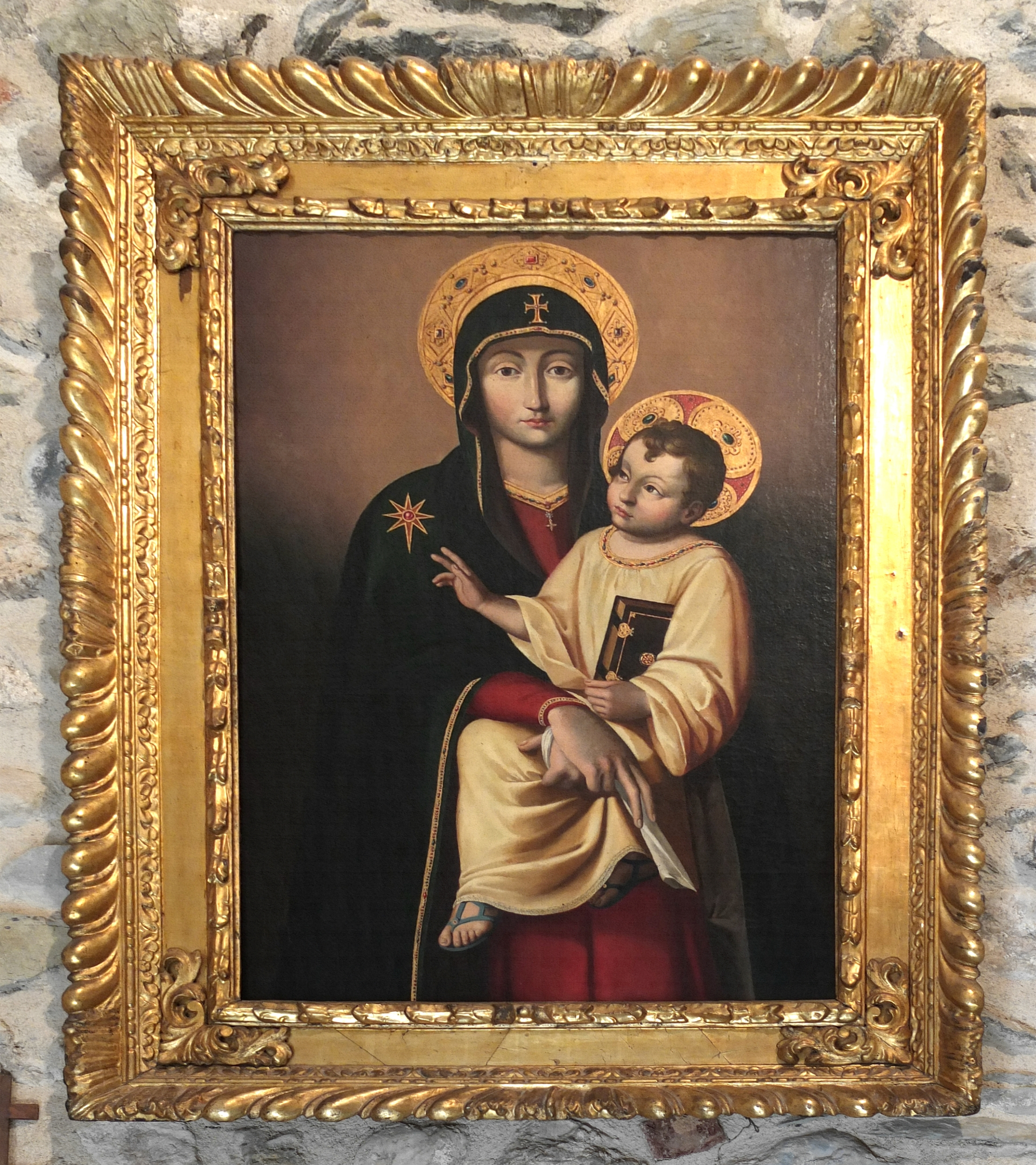
Vierge à l'Enfant